# Иван Лупис
Иван Блаж Лупис (итал. Giovanni Biaggio Luppis), рођен као Giovanni Biagio Luppis von Rammer, познат и као само Иван Лупис и као Иван Вукић или Иван Вукић-Лупис (Ријека, 27. август 1813 - Милано, 11. јануар 1875) је био официр аустроугарске ратне морнарице који је 1866. године са британским инжењером Робертом Вајтхедом конструисао први прототип торпеда, италијанског поријекла.

## Биографија
Иван Лупис рођен је 27. августа 1813, у Ријеци. Породица Лупис поријеклом је италијанска породица из италијанске покрајине Апулије. Његов отац, Фердинанд Карло Лупис, био је поморски капетан. Често се његова породица ословљава и као Вукић, словенизована верзија презимена Лупис, које значи вук. 